# Kashima Antlers
Kashima Antlers (Japans: 鹿島アントラーズ, Kashima Antorāzu) is een Japanse voetbalclub. De Antlers zijn afkomstig uit de stad Kashima en is nationaal gezien het succesvolste team in de J1 League.

## Geschiedenis
Kashima Antlers ontstond zoals de meeste clubs in de J-League uit een bedrijfsteam, in dit geval Sumitomo Metal Industries Football Club, de club van de metaalfabriek Sumitomo. Deze club was opgericht in 1947 in Osaka, de stad van Sumitomo, en verhuisde in 1974 naar Kashima. Sumitomo Metal Industries FC kwam uit in de Japan Soccer League, de voorloper van de J-League. Bij het oprichten van de J-League werd de naam Kashima Antlers aangenomen. De naam Antlers is afgeleid van Kashima wat letterlijk rendiereiland betekent. Het rendier komt ook terug in het logo van de club.
Kashima Antlers is de succesvolste club in de J-League sinds de oprichting daarvan. In 2000 schreef het historie door als eerste Japanse club zowel de J-League, de Emperor's Cup en de J-League Cup te winnen. In 2018 won de club de AFC Champions League.

## Erelijst
Nationaal
J-League
- Winnaar in 1996, 1998, 2000, 2001, 2007, 2008, 2009, 2016

Emperor's Cup
- Winnaar in 1997, 2000, 2007, 2010, 2016

J-League Cup
- Winnaar in 1997, 2000, 2002, 2011, 2012, 2015

Japanse Supercup
- Winnaar in 1997, 1998, 1999, 2010, 2017

Internationaal
AFC Champions League
- Winnaar in 2018

A3 Champions Cup
- Winnaar in 2003

Suruga Bank Cup
- Winnaar in 2012, 2013

Wereldkampioenschap voor clubs
- Verliezend finalist in 2016

## Eindklasseringen
- Eerst wordt de positie in de eindranglijst vermeld, daarna het aantal teams in de competitie van het desbetreffende jaar. Voorbeeld 1/18 betekent plaats 1 van 18 teams in totaal.

| Jaar | J1   | J2 |
| ---- | ---- | -- |
| 1993 | 2/10 |    |
| 1994 | 3/12 |    |
| 1995 | 7/14 |    |
| 1996 | 1/16 |    |
| 1997 | 2/17 |    |
| 1998 | 1/18 |    |
| 1999 | 9/16 |    |
| 2000 | 1/16 |    |
| 2001 | 1/16 |    |
| 2002 | 4/16 |    |
| 2003 | 5/16 |    |
| 2004 | 6/16 |    |
| 2005 | 3/18 |    |
| 2006 | 6/18 |    |
| 2007 | 1/18 |    |
| 2008 | 1/18 |    |
| 2009 | 1/18 |    |

### Bekende (oud-)spelers
- Atsuto Uchida
- Daiki Iwamasa
- Atsushi Yanagisawa
- Masahiko Inoha
- Takuya Honda
- Takayuki Suzuki
- Koji Nakata
- Mitsuo Ogasawara
- Osamu Yamaji
- Hiroshi Soejima
- Nobuyo Fujishiro
- Yoshiyuki Hasegawa
- Hisashi Kurosaki
- Yasuto Honda
- Tadatoshi Masuda
- Naoki Soma
- Go Oiwa
- Tomoyuki Hirase
- Daijiro Takakuwa
- Akira Narahashi
- Yutaka Akita
- Ryuzo Morioka
- Hitoshi Sogahata
- Masashi Motoyama
- Yuzo Tashiro
- Takeshi Aoki
- Kazuya Yamamura
- Daigo Nishi
- Chikashi Masuda
- Shinzo Koroki
- Mu Kanazaki
- Yuya Osako
- Gaku Shibasaki
- Gen Shoji
- Ryota Nagaki
- Zico
- Leonardo
- Jorginho
- Bismarck Barreto Faria
- Fábio Júnior Pereira
- Carlos Mozer
- Márcio Miranda Freitas Rocha da Silva
- Ricardo Alexandre dos Santos
- Mazinho Oliveira
- Fábio Santos
- Euller

### Bekende (ex-)trainers
- Zico